# 亚洲曲棍球联合会
亚洲曲棍球联合会（Asian Hockey Federation,ASHF）是亚洲曲棍球运动管理机构。亚洲曲联有30个成员。

## 會員協會
- 阿富汗
- 孟加拉国
- 文莱
- 柬埔寨
- 中国
- 中华台北
- 中国香港
- 印度
- 印度尼西亚
- 伊朗
- 日本
- 哈萨克斯坦
- 韩国
- 朝鲜
- 中国澳门
- 马来西亚
- 蒙古
- 缅甸
- 尼泊尔
- 阿曼
- 巴基斯坦
- 菲律宾
- 卡塔尔
- 新加坡
- 斯里兰卡
- 塔吉克斯坦
- 泰国
- 土库曼斯坦
- 阿联酋
- 乌兹别克斯坦

## 比赛
- 亞洲盃曲棍球賽
- 亞洲曲棍球冠軍錦標賽
- 男子青年亞洲盃曲棍球賽
- 女子青年亞洲盃曲棍球賽
- 亞洲曲棍球冠軍俱樂部盃
- 亞洲盃室內曲棍球錦標賽
- 室內俱樂部亞洲盃曲棍球賽